# Archaeological Survey of India
Der Archaeological Survey of India (ASI) in Neu-Delhi ist eine Abteilung des indischen Kulturministeriums, die für die archäologische Erforschung sowie Erhaltung des Kulturguts Indiens verantwortlich ist. Er hat seinen Hauptsitz im Dharohar Bhawan, 24 Tilak Marg, New Delhi 110001.

## Geschichte
Der ASI ist der Nachfolger der Asiatic Society, die 1784 vom britischen Archäologen Williams Jones gegründet wurde. Im Jahr 1788 wurde das Journal The Asiatic Researches zum ersten Mal publiziert. 1814 wurde das erste Museum in Bengalen gegründet. Der ASI in seiner heutigen Form wurde 1861 während der britischen Kolonialadministration durch Alexander Cunningham in Zusammenarbeit mit Vizekönig Canning gegründet. Zur damaligen Zeit gehörte Afghanistan noch zu ihrem Verantwortungsgebiet.
Nach der indischen Unabhängigkeitserklärung wurde der ASI unter dem Ancient Monuments and Archaeological Sites And Remains Act 1958 in die Regierungsarbeit eingegliedert. Unter dem Antiquity and Art Treasure Act 1972 werden derzeit (2021) mehr als 3650 Stätten von nationaler Wichtigkeit durch den ASI betreut. Der ASI muss sich seit der Teilung des indischen Subkontinents mit dem Abzug der Briten im Jahr 1947 vor allem politischen Problemen stellen. So können beispielsweise viele archäologische Fundorte der Indus-Kultur nur eingeschränkt oder überhaupt nicht erforscht werden.

## Organisationsstruktur
Der ASI ist eine Behörde des indischen Kulturministeriums (Ministry of Culture); er teilt sich in 34 Unterabteilungen (Circles).
1. Agra, Uttar Pradesh
2. Aizawl, Mizoram
3. Amaravati, Andhra Pradesh
4. Aurangabad, Maharashtra
5. Bengaluru, Karnataka
6. Bhopal, Madhya Pradesh
7. Bhubaneswar, Odisha
8. Chandigarh
9. Chennai, Tamil Nadu
10. Dehradun, Uttarakhand
11. Delhi
12. Dharwad, Karnataka
13. Goa
14. Guwahati, Assam
15. Hyderabad, Telangana
16. Jaipur, Rajasthan
17. Jabalpur, Madhya Pradesh
18. Jhansi, Uttar Pradesh
19. Jodhpur, Rajasthan
20. Kolkata, West Bengal
21. Lucknow, Uttar Pradesh
22. Meerut, Uttar Pradesh
23. Mumbai, Maharashtra
24. Nagpur, Maharashtra
25. Patna, Bihar
26. Raipur, Chhattisgarh
27. Raiganj, West Bengal
28. Rajkot, Gujarat
29. Ranchi, Jharkhand
30. Sarnath, Uttar Pradesh
31. Shimla, Himachal Pradesh
32. Srinagar, Jammu and Kashmir
33. Thrissur, Kerala
34. Vadodara, Gujarat

Daneben gibt es noch drei mini-circles in Delhi, Leh und Hampi.

### Generaldirektoren
1. 1871–1885 Alexander Cunningham
2. 1886–1889 James Burgess
3. 1902–1928 John Marshall
4. 1928–1931 Harold Hargreaves
5. 1931–1935 Daya Ram Sahni
6. 1935–1937 J. F. Blakiston
7. 1937–1944 K. N. Dikshit
8. 1944–1948 Mortimer Wheeler
9. 1948–1950 N. P. Chakravarti
10. 1950–1953 Madho Sarup Vats
11. 1953–1968 Amalananda Ghosh
12. 1968–1972 B. B. Lal
13. 1972–1978 M. N. Deshpande
14. 1978–1981 B. K. Thapar
15. 1981–1983 Debala Mitra
16. 1984–1987 M. S. Nagaraja Rao
17. 1987–1989 J. P. Joshi
18. 1989–1993 M. C. Joshi
19. 1993–1994 Achala Moulik
20. 1994–1995 S. K. Mahapatra
21. 1995–1997 B. P. Singh
22. 1997–1998 Ajai Shankar
23. 1998–2001 S. B. Mathur
24. 2001–2004 K. G. Menon
25. 2004–2007 C. Babu Rajeev
26. 2009–2010 K. N. Srivastava
27. 2010–2013 Gautam Sengupta
28. 2013–2014 Pravin Srivastava
29. 2014–2017 Rakesh Tewari
30. 2017–2020 Usha Sharma
31. 2020–2023 V. Vidyawati
32. seit 2023 Kishore K. Basa

## Veröffentlichungen
- Corpus Inscriptionum Indicarum

1877 gegründet von Alexander Cunningham – letzter Band 1925
- Annual Report on Indian Epigraphy

1887 1. Ausgabe; vorläufig letzte Ausgabe 2005
- Epigraphia Indica

1888 1. Ausgabe; vorläufig letzte Ausgabe 1979
- South Indian Inscriptions

1890 1. Ausgabe; vorläufig letzte Ausgabe 1990
- Annual Report of the Archaeological Survey of India

1902/03 1. Ausgabe; letzte Ausgabe 1938/39
- Ancient India

1946 1. Ausgabe; letzte Ausgabe 1966
- Indian Archaeology: A Review

seit 1953/54
Darüber hinaus werden auch Bücher und Broschüren zu einzelnen Themen bzw. Kulturstätten veröffentlicht.